# Віллесден-Грін (станція метро)

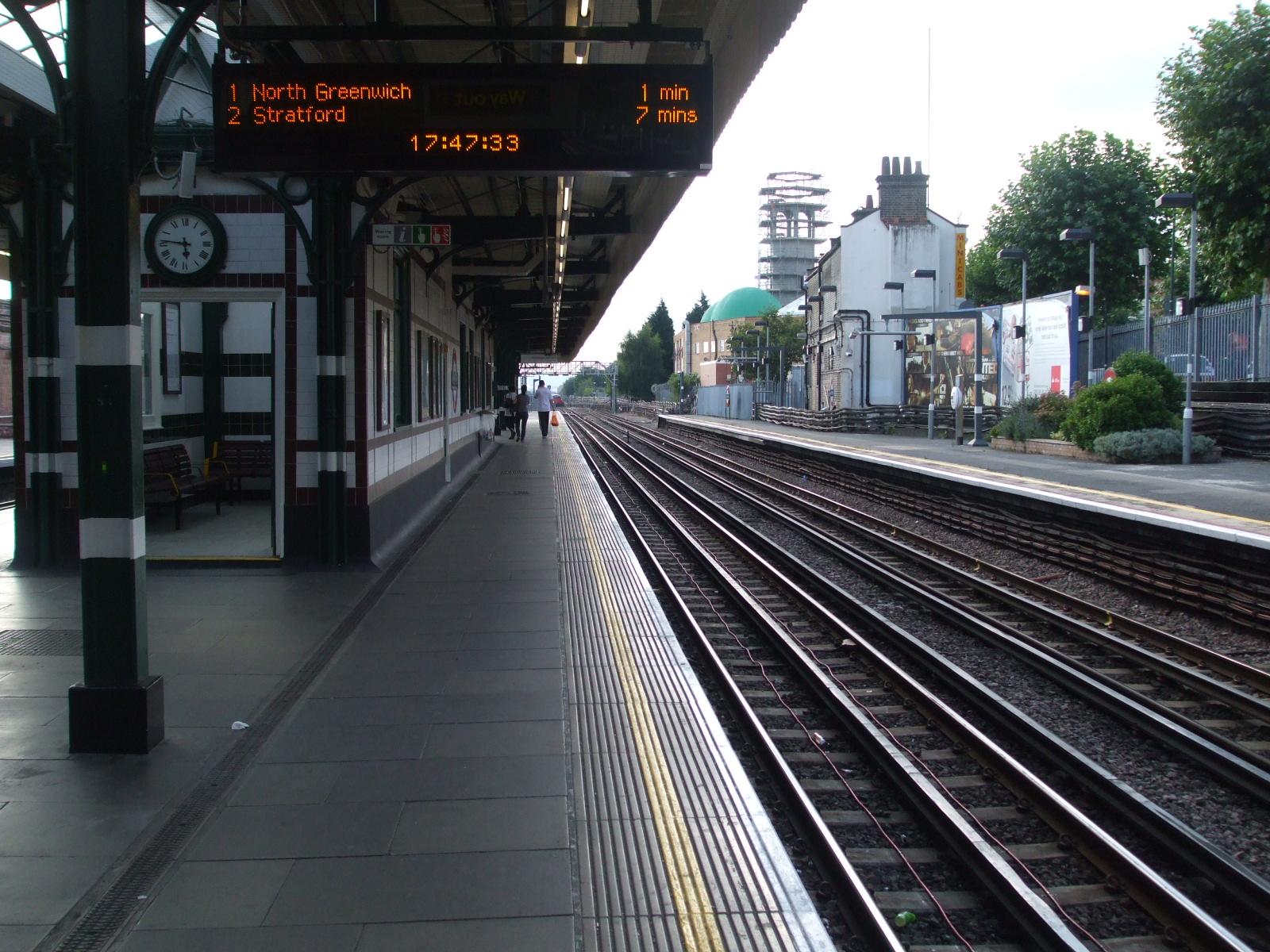
Платформа метростанції Віллесден-Грін

51°32′57″ пн. ш. 0°13′18″ зх. д. / 51.549167° пн. ш. 0.221667° зх. д.
Віллесден-Грін (англ. Willesden Green) — станція лінії Джубилі Лондонського метро, у Віллесден, Лондон. Розташована на межі 2-ї та 3-ї тарифних зон, між станціями Долліс-гілл та Кілберн. Потяги лінії Метрополітен прямують через станцію без зупинки. Пасажирообіг на 2017 рік — 8.80 млн.

## Історія
- 24 листопада 1879: відкриття станції у складі Metropolitan Railway (сьогоденна лінія Метрополітен), як Віллесден-Грін[4].
- 1 червня 1894: станцію перейменовано на Віллесден-Грін-енд-Криклвуд[5]
- 1938: станцію перейменовано на Віллесден-Грін[6][7]
- 20 листопада 1939: відкриття трафіку лінії Бейкерлоо[7].
- 7 грудня 1940: лінія Метрополітен переходить на наскрізний трафік[7]
- 3 січня 1966: закриття товарної станції[8]
- 1 травня 1979: закриття трафіку Бейкерлоо, відкриття Джубилі.

## Пересадки
- на автобуси оператора London Buses маршрутів: 260, 266, 460.